# Judô nos Jogos Olímpicos de Verão de 2016
O judô nos Jogos Olímpicos de Verão de 2016, no Rio de Janeiro, foi disputado entre 6 e 12 de agosto na Arena Carioca 2, na Barra da Tijuca. Trezentos e oitenta e seis atletas, 236 no masculino e 150 no feminino, competiram nas catorze modalidades, sete para cada sexo.
O judô foi criado em 1822, no Japão, como uma forma esportiva e educativa de arte marcial, derivada das técnicas samurai e do jujitsu. Apenas em 1964 foi introduzido nos Jogos Olímpicos, em Tóquio, apesar de só passar a fazer parte do programa olímpico em Munique, em 1972, somente no masculino. As competições femininas fizeram parte dos Jogos de 1988, como demonstração, e foram definitivamente incluídas em Barcelona, em 1992.
A judoca Majlinda Kelmendi, de Kosovo, conseguiu a primeira medalha, e de ouro, para seu país, que teve a primeira participação nos Jogos Olímpicos. Em 2012 competiu pela Albânia pois seu país ainda não tinha um comitê olímpico aceito pelo Comitê Olímpico Internacional.

## Eventos
O judô, como todo esporte de combate, tem suas competições determinadas por categorias com base no peso dos atletas. Sete categorias masculinas e sete femininas são disputadas nos Jogos Olímpicos.
|           | Ligeiro   | Meio-leve     | Leve          | Meio-médio    | Médio         | Meio-pesado    | Pesado         |
| --------- | --------- | ------------- | ------------- | ------------- | ------------- | -------------- | -------------- |
| Masculino | até 60 kg | 61 kg a 66 kg | 67 kg a 73 kg | 74 kg a 81 kg | 82 kg a 90 kg | 91 kg a 100 kg | mais de 100 kg |
| Feminino  | até 48 kg | 49 kg a 52 kg | 53 kg a 57 kg | 58 kg a 63 kg | 64kg a 70 kg  | 71 kg a 78 kg  | mais de 78 kg  |

A pesagem oficial é realizada na noite do dia anterior a cada disputa. No dia da disputa, quatro atletas de cada categoria são selecionados aleatoriamente para uma nova pesagem, se o peso estiver acima de cinco por cento do limite máximo da categoria o atleta é excluído da competição.

## Qualificatórias
A Federação Internacional de Judô (IJF) colocou em disputa trezentas e cinquenta e duas vagas, 214 no masculino e 138 no feminino, de um total de trezentas e oitenta e seis disponíveis. Cada Comitê Olímpico Nacional pode qualificar um atleta por categoria.
As vagas foram definidas com base no ranking mundial da IJF, com um mínimo de vagas garantidas por continente.

## Formato da disputa
Os eventos de judô basearam-se no sistema de eliminação directa, onde os vencidos nas quartas de final puderam competir pelas medalhas de bronze nas rondas de repescagem. Na fase classificatória os judocas foram divididos em duas chaves, disputando combates em formato de eliminatória até sobrarem dois – os finalistas, que disputaram o título olímpico. Já os vencidos nas quartas de final competiram em dois concursos de repescagem, onde os vencedores de ambos disputaram a medalha de bronze contra o derrotado da semifinal da chave oposta. Os vencidos da repescagem ficam, igualados, no sétimo lugar.
Cada combate teve a duração máxima de cinco minutos (masculino) e quatro minutos (feminino). Caso o tempo chegasse ao fim sem vencedor, disputar-se-ia o "ponto de ouro", onde o primeiro ponto ou penalização decidia o vencedor.
Pontuações
Durante o confronto, cada competidor é pontuado de acordo com os golpes aplicados no oponente e pode ser penalizado, o que gera vantagem para o oponente.
- Ippon – é o objetivo da disputa, finaliza o combate. Se efetiva quando o oponente cai com as costas no chão ao término de um movimento perfeito, quando é finalizado por estrangulamento ou chave de articulação, ou quando é imobilizado por vinte e cinco segundos.
- Wazari – é um ippon que não foi realizado com perfeição, mas também pode resultar de uma imobilização do oponente por mais de quinze segundos. Pode ser visto como meio ippon, dois wazari valem como um ippon e finalizam o confronto.
- Yuko – é anotado quando o oponente cai de lado ou se conseguir imobilizar o oponente por mais de dez segundos. Vale um terço de um ippon.

Penalizações

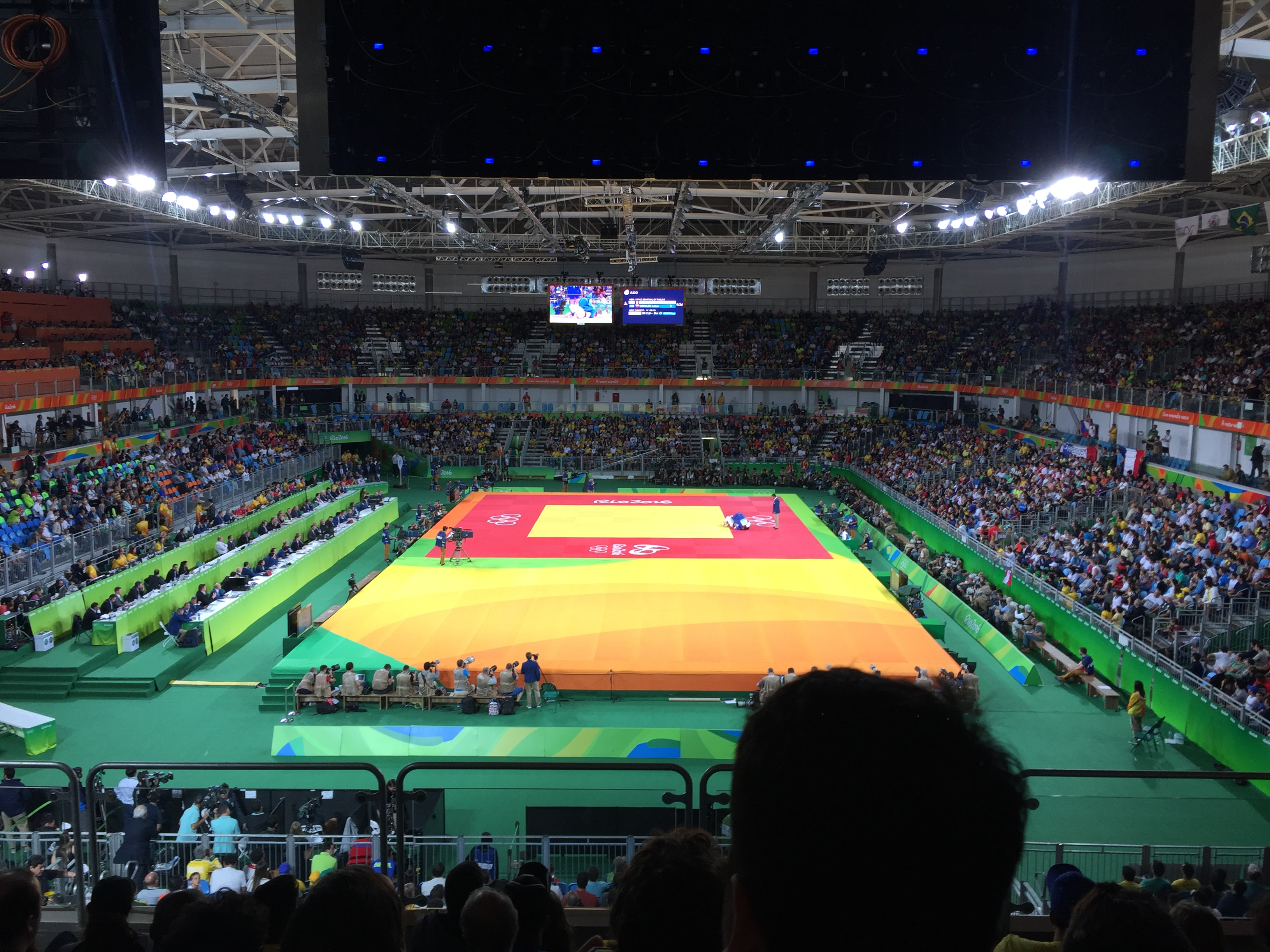
Arena Carioca 2 sediou as competições de judô.

- Shido – penalização para infrações leves das regras. O primeiro shido vale como um aviso, mas no segundo é anotado um yuko e no terceiro um wazari para o oponente.
- Hansoku-Make – resulta de uma violação séria das regras e provoca a desqualificação do competidor penalizado, mas também pode ser anotado com a acumulação de quatro shidos. Em ambos os casos dá a vitória ao oponente.

Todas as disputas seguem o sistema de chaves, em que o vencedor passa para a próxima fase, até a final. O sistema adotado no judô permite que os perdedores das quartas de final possam disputar uma repescagem e tentar a conquista das medalhas de bronze.
Os competidores são distribuídos nas chaves em dois grupos. Os oito melhores ranqueados em cada categoria são distribuídos em chaves diferentes e os demais são distribuídos por sorteio. Os vencedores de cada grupo disputam a final. Os derrotados nas quartas-de-final se enfrentam dentro de seu grupo e o vencedor enfrenta o derrotado na semifinal do grupo oposto, em disputa pelo bronze. No judô são distribuídas duas medalhas de bronze, para os dois vencedores das repescagens.

## Calendário
| [ 1 ]          | Sábado 6 ago | Domingo 7 ago | Segunda 8 ago | Terça 9 ago | Quarta 10 ago | Quinta 11 ago | Sexta 12 ago |
| Masculino      | Masculino    | Masculino     | Masculino     | Masculino   | Masculino     | Masculino     | Masculino    |
| -------------- | ------------ | ------------- | ------------- | ----------- | ------------- | ------------- | ------------ |
| Até 60 kg      | Final        |               |               |             |               |               |              |
| Até 66 kg      |              | Final         |               |             |               |               |              |
| Até 73 kg      |              |               | Final         |             |               |               |              |
| Até 81 kg      |              |               |               | Final       |               |               |              |
| Até 90 kg      |              |               |               |             | Final         |               |              |
| Até 100 kg     |              |               |               |             |               | Final         |              |
| Mais de 100 kg |              |               |               |             |               |               | Final        |
| Feminino       |              |               |               |             |               |               |              |
| Até 48 kg      | Final        |               |               |             |               |               |              |
| Até 52 kg      |              | Final         |               |             |               |               |              |
| Até 57 kg      |              |               | Final         |             |               |               |              |
| Até 63 kg      |              |               |               | Final       |               |               |              |
| Até 70 kg      |              |               |               |             | Final         |               |              |
| Até 78 kg      |              |               |               |             |               | Final         |              |
| Mais de 78 kg  |              |               |               |             |               |               | Final        |

## Medalhistas
Estes foram os medalhistas de judô nos Jogos Olímpicos de 2016:
Masculino
| Evento                  | Ouro                              | Prata                             | Bronze                                                           |
| ----------------------- | --------------------------------- | --------------------------------- | ---------------------------------------------------------------- |
| Até 60 kg detalhes      | Beslan Mudranov RUS Rússia        | Yeldos Smetov KAZ Cazaquistão     | Naohisa Takato JPN Japão Diyorbek Urozboev UZB Uzbequistão       |
| Até 66 kg detalhes      | Fabio Basile ITA Itália           | An Baul KOR Coreia do Sul         | Rishod Sobirov UZB Uzbequistão Masashi Ebinuma JPN Japão         |
| Até 73 kg detalhes      | Shohei Ono JPN Japão              | Rustam Orujov AZE Azerbaijão      | Lasha Shavdatuashvili GEO Geórgia Dirk Van Tichelt BEL Bélgica   |
| Até 81 kg detalhes      | Khasan Khalmurzaev RUS Rússia     | Travis Stevens USA Estados Unidos | Sergiu Toma UAE Emirados Árabes Unidos Takanori Nagase JPN Japão |
| Até 90 kg detalhes      | Mashu Baker JPN Japão             | Varlam Liparteliani GEO Geórgia   | Gwak Dong-han KOR Coreia do Sul Cheng Xunzhao CHN China          |
| Até 100 kg detalhes     | Lukáš Krpálek CZE República Checa | Elmar Gasimov AZE Azerbaijão      | Cyrille Maret FRA França Ryunosuke Haga JPN Japão                |
| Mais de 100 kg detalhes | Teddy Riner FRA França            | Hisayoshi Harasawa JPN Japão      | Rafael Silva BRA Brasil Or Sasson ISR Israel                     |

Feminino
| Evento                 | Ouro                              | Prata                              | Bronze                                                        |
| ---------------------- | --------------------------------- | ---------------------------------- | ------------------------------------------------------------- |
| Até 48 kg detalhes     | Paula Pareto ARG Argentina        | Jeong Bo-kyeong KOR Coreia do Sul  | Ami Kondo JPN Japão Galbadrakhyn Otgontsetseg KAZ Cazaquistão |
| Até 52 kg detalhes     | Majlinda Kelmendi KOS Kosovo      | Odette Giuffrida ITA Itália        | Misato Nakamura JPN Japão Natalia Kuziutina RUS Rússia        |
| Até 57 kg detalhes     | Rafaela Silva BRA Brasil          | Dorjsürengiin Sumiyaa MGL Mongólia | Telma Monteiro POR Portugal Kaori Matsumoto JPN Japão         |
| Até 63 kg detalhes     | Tina Trstenjak SLO Eslovênia      | Clarisse Agbegnenou FRA França     | Yarden Gerbi ISR Israel Anicka van Emden NED Países Baixos    |
| Até 70 kg detalhes     | Haruka Tachimoto JPN Japão        | Yuri Alvear COL Colômbia           | Sally Conway GBR Grã-Bretanha Laura Vargas Koch GER Alemanha  |
| Até 78 kg detalhes     | Kayla Harrison USA Estados Unidos | Audrey Tcheuméo FRA França         | Mayra Aguiar BRA Brasil Anamari Velenšek SLO Eslovênia        |
| Mais de 78 kg detalhes | Émilie Andéol FRA França          | Idalys Ortiz CUB Cuba              | Kanae Yamabe JPN Japão Yu Song CHN China                      |

## Quadro de medalhas

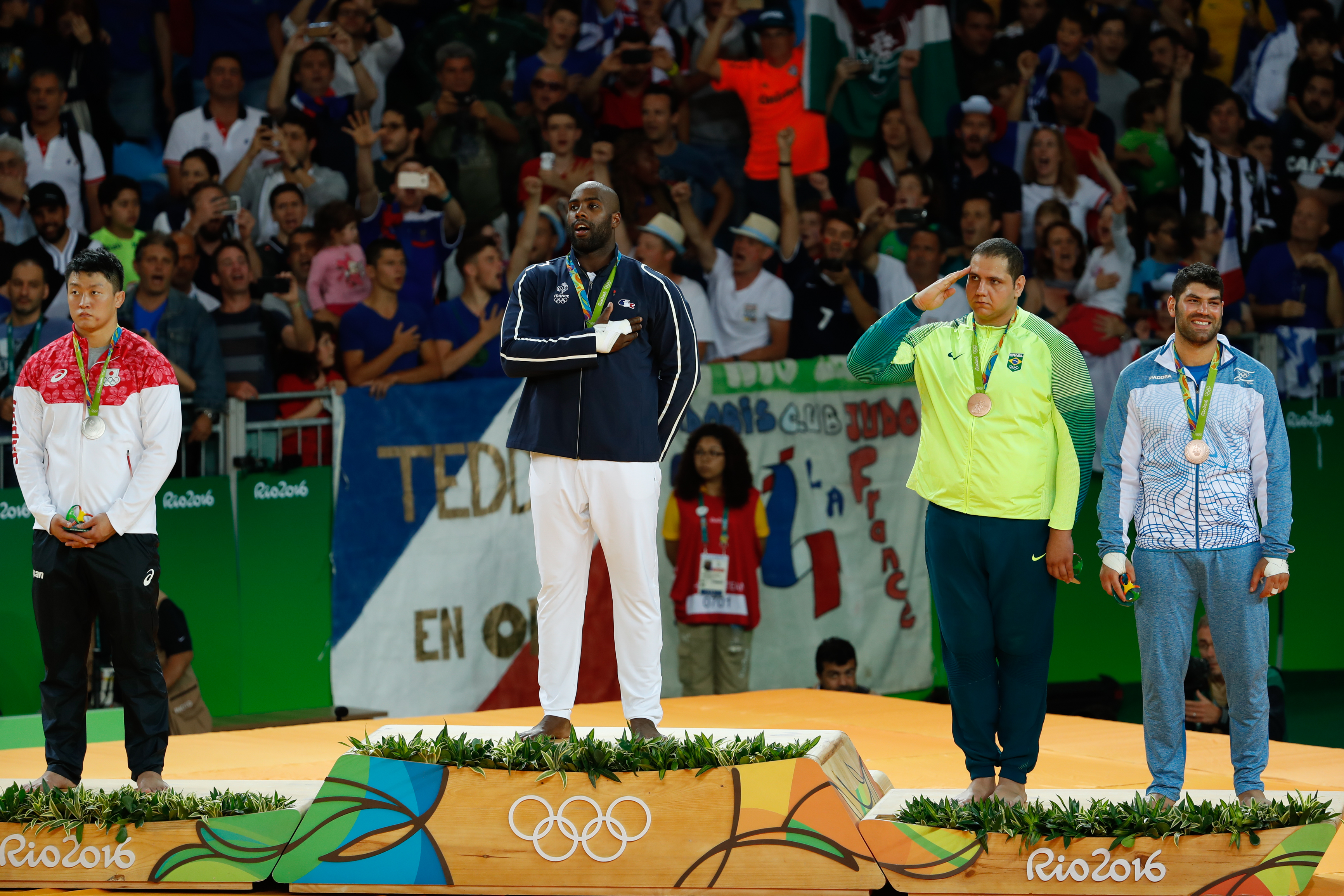
Premiação da categoria acima de 100 kg masculino.

| Ordem | País                       | Medalha de ouro | Medalha de prata | Medalha de bronze |    | Ordem por total |
| ----- | -------------------------- | --------------- | ---------------- | ----------------- | -- | --------------- |
| 1     | JPN Japão                  | 3               | 1                | 8                 | 12 | 1               |
| 2     | FRA França                 | 2               | 2                | 1                 | 5  | 2               |
| 3     | RUS Rússia                 | 2               |                  | 1                 | 3  | 3               |
| 4     | ITA Itália                 | 1               | 1                |                   | 2  | 6               |
|       | USA Estados Unidos         | 1               | 1                |                   | 2  | 6               |
| 6     | BRA Brasil                 | 1               |                  | 2                 | 3  | 3               |
| 7     | SLO Eslovênia              | 1               |                  | 1                 | 2  | 6               |
| 8     | ARG Argentina              | 1               |                  |                   | 1  | 15              |
|       | CZE República Checa        | 1               |                  |                   | 1  | 15              |
|       | KOS Kosovo                 | 1               |                  |                   | 1  | 15              |
| 11    | KOR Coreia do Sul          |                 | 2                | 1                 | 3  | 3               |
| 12    | AZE Azerbaijão             |                 | 2                |                   | 2  | 6               |
| 13    | GEO Geórgia                |                 | 1                | 1                 | 2  | 6               |
|       | KAZ Cazaquistão            |                 | 1                | 1                 | 2  | 6               |
| 15    | COL Colômbia               |                 | 1                |                   | 1  | 15              |
|       | CUB Cuba                   |                 | 1                |                   | 1  | 15              |
|       | MGL Mongólia               |                 | 1                |                   | 1  | 15              |
| 18    | CHN China                  |                 |                  | 2                 | 2  | 6               |
|       | ISR Israel                 |                 |                  | 2                 | 2  | 6               |
|       | UZB Uzbequistão            |                 |                  | 2                 | 2  | 6               |
| 21    | BEL Bélgica                |                 |                  | 1                 | 1  | 15              |
|       | GER Alemanha               |                 |                  | 1                 | 1  | 15              |
|       | GBR Grã-Bretanha           |                 |                  | 1                 | 1  | 15              |
|       | NED Países Baixos          |                 |                  | 1                 | 1  | 15              |
|       | POR Portugal               |                 |                  | 1                 | 1  | 15              |
|       | UAE Emirados Árabes Unidos |                 |                  | 1                 | 1  | 15              |
| TOTAL | TOTAL                      | 14              | 14               | 28                | 56 | —               |